# Boldogasszonyfa
Boldogasszonyfa (németül: Bodigaß, horvátul: Gospojinci) község Baranya vármegyében, a Szigetvári járásban.

## Fekvése
A vármegye északi szélén fekszik, Somogy vármegye határán, a Zselicben, Szigetvártól északra, Kaposvártól délre, a két várostól hasonló távolságra. Különálló településrészei Antalszállás az északi és Terecseny az északkeleti határszéle közelében.
A közvetlenül határos települések: észak felől Bőszénfa (már Somogy megyében), kelet felől Almamellék, dél felől Szentlászló, nyugat felől pedig Somogyhárságy.

### Megközelítése
Legfontosabb közúti megközelítési útvonala a Szigetvár-Kaposvár-Balatonszemes közt húzódó 67-es főút. Korábban a főút keresztülhaladt a település központján, de ma már kelet felől elkerüli azt; az elkerülő szakasz átadása óta a régi nyomvonalat 6606-os útszámmal négy számjegyű összekötő úttá minősítették vissza. Antalszállást ma is érinti a főút, míg Terecsenybe az abból kiágazó 66 132-es számú mellékúton lehet eljutni.

## Története
A település és környéke már az őskortól lakott hely, a falu helyén a kőkorszaki ember lakóhelyének nyomaira bukkantak.
Boldogasszonyfa nevét az oklevelek 1344-ben említették először Bodugazonfaua néven, majd 1492-ben Bodogazonfalwa-ként volt említve.
1746-ban német, majd szláv és magyar családok telepedtek le a faluban.
A település az Igmándy család birtoka volt, kúriájuk ma is áll a faluban.
Az 1950-es megyerendezéssel a korábban a Somogy megyéhez tartozó települést a Szigetvári járás részeként Baranyához csatolták.
2001-ben lakosságának 2,7 százaléka német volt, 6% cigány, a többiek nagyrészt magyarok.

## Közélete

### Polgármesterei
- 1990–1994: Neiczer József (független)[4]
- 1994–1998: Neiczer József (független)[5]
- 1998–2002: Neiczer József (független)[6]
- 2002–2006: Neiczerné Jaksa Szilvia (független)[7]
- 2006–2010: Neiczerné Jaksa Szilvia (független)[8]
- 2010–2014: Neiczerné Jaksa Szilvia (független)[9]
- 2014–2019: Neiczerné Jaksa Szilvia (független)[10]
- 2019–2024: Neiczerné Jaksa Szilvia (független)[11]
- 2024– : Tófei József (független)[1]

## Népesség
A település népességének változása:
| Lakosok száma | 399  | 393  | 379  | 360  | 353  | 376  | 389  | 385  |
|               | 2013 | 2014 | 2015 | 2019 | 2021 | 2022 | 2023 | 2024 |

A 2011-es népszámlálás során a lakosok 92,4%-a magyarnak, 6,4% cigánynak, 0,7% horvátnak, 10,7% németnek, 1,7% románnak mondta magát (5,7% nem nyilatkozott; a kettős identitások miatt a végösszeg nagyobb lehet 100%-nál). A vallási megoszlás a következő volt: római katolikus 61,8%, református 3,3%, evangélikus 0,7%, görögkatolikus 0,2%, felekezeten kívüli 23,4% (9,8% nem nyilatkozott).
2022-ben a lakosság 87,2%-a vallotta magát magyarnak, 18,9% németnek, 11,4% cigánynak, 0,3-0,3% ukránnak, szlovénnek és lengyelnek, 4% egyéb, nem hazai nemzetiségűnek (9% nem nyilatkozott; a kettős identitások miatt a végösszeg nagyobb lehet 100%-nál). Vallásuk szerint 45,7% volt római katolikus, 1,9% református, 0,8% görög katolikus, 0,3% izraelita, 0,3% ortodox, 0,5% egyéb keresztény, 25% felekezeten kívüli (25,5% nem válaszolt).

## Nevezetességei
- Igmándy-kúria
- Római katolikus templom - 1830 és 1872 között épült klasszicista stílusban.
- A templom kertjében kis emlékpark áll. A kitelepített német lakosság emlékére 1998-ban itt emlékművet állítottak fel.
- Az első és második világháborús hősök és áldozatok emlékműve szintén itt található.
- A Boldogasszonyfától északkeletre fekvő Terecsenyben állították fel a második világháborús hősök emlékkeresztjét.

## Híres szülöttei
- Hoffer János (1890–1977) fafaragó népművész.[14]

## Gazdasága
A '60-as években egy völgyzáró gát építésével egy 17 katasztrális hold területű víztározót létesítettek a Szentlászlói-patakon. Eredeti térfogata 153 000 köbméter, átlagos mélysége 1,6 méter. Jelenleg csak halastóként használatos.